# (3804) Drunina
(3804) Drunina est un astéroïde de la ceinture principale. Il porte le nom de la poétesse russe Ioulia Drounina.

## Description
(3804) Drunina est un astéroïde de la ceinture principale. Il fut découvert le 8 octobre 1969 à Nauchnyj par Lioudmila Tchernykh. Il présente une orbite caractérisée par un demi-grand axe de 2,90 UA, une excentricité de 0,06 et une inclinaison de 2,2° par rapport à l'écliptique.

## Compléments